# Jost Gippert
Jost Gippert (12 de març de 1956, Winz-Niederwenigern, avui dia Hattingen, al Rin del Nord-Westfàlia) és un lingüista alemany, caucasologista, investigador i professor de lingüística comparativa a l'Institute of Empirical Linguistics de la Universitat de Frankfurt. La seva recerca es focalitza en lingüística històrica, tipologia lingüística, cos del text electrònic, documentació del llenguatge multimèdia i anàlisi de manuscrits electrònics.

## Biografia

Bernard Outtier, Jost Gippert, Winfried Boeder

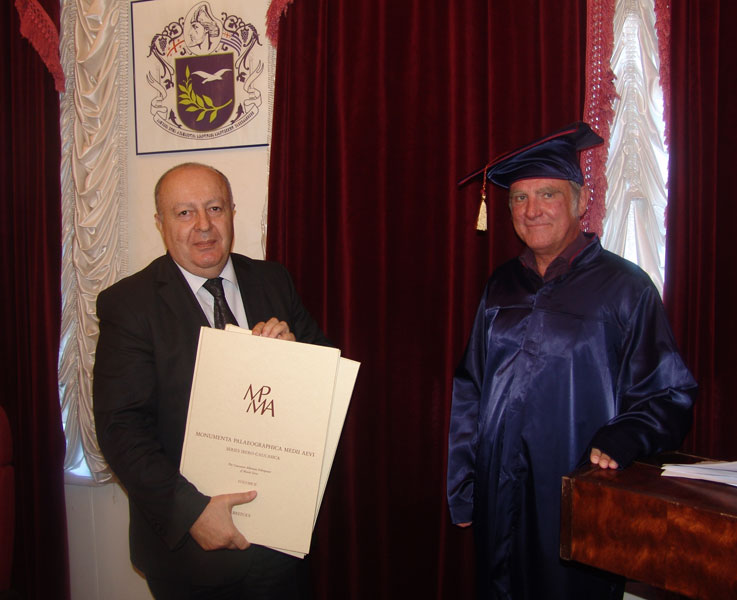
Jost Gippert, Universitat de Batum, 2013

El 1972, Gippert va superar els seus estudis de batxillerat a l'Institut Leibniz, a Essen, Alemanya. Després d'haver estudiat lingüística comparativa, indologia, japonologia i sinologia entre els anys 1972 i 1977 a la Universitat de Marburg i a la Universitat Lliure de Berlín, finalment es va doctorar amb la seva feina sobre la sintaxi de formacions infinitives en les llengües indoeuropees. De 1977 a 1990 va treballar com a investigador i va impartir classes a les universitats de Berlín, Viena i Salzburg. Va exercir mentre investigava sobre lingüística computacional oriental a la Universitat de Bamberg el 1991, amb l'obra sobre el préstecs lèxics de l'iranià a l'armeni i al georgià.
Des del 1994 Gippert ha ensenyat lingüística comparativa a la Universitat de Frankfurt. Des del 1996 és membre extern de l'acadèmia de ciències de Gelati (Geòrgia), i del departament de "Llengua" a la Berlin-Brandenburg Academy of Sciences and Humanities des del 2007.
L'any 1997 va ser nomenat Honorable Professor a la Sulkhan Saba Orbeliani University a Tbilisi, Geòrgia. El 2009 va esdevinir Honorable Doctor a la Ivane Javakhishvili University també a Tbilissi, i el 2013 nomenat Honorable Doctor a la Shota Rustaveli University de Batum, Geòrgia.
Des que Gippert va esdevenir professor de lingüística comparativa, la major part de la seva recerca ha estat enfocada a les llengües indoeuropees, la seva història i etimologia, així com a la tipologia lingüística general i especialment l'estudi de llengües del Caucas. Gràcies a la seva dedicació a les llengües del Caucas, molts projectes de recerca internacional han estat empresos en aquesta àrea sota la seva supervisió.

## TITUS, ARMAZI, GNC i LOEWE
Gippert és el fundador i líder del projecte TITUS (tesaurus de textos i discursos indogermànics). El seu objectiu, des de la seva fundació el 1987, ha estat aconseguir la total accessibilitat digital a material textualment enregistrat en diverses llengües indoeuropees i adjacents.
El 1999, va començar el projecte ARMAZI (Llengües i Cultures Caucàsiques: Documentació Electrònica), el qual pretenia fer una exhaustiva col·lecció de material de llengües caucàsiques. Aquest projecte fou cedit al Georgian Nacional Corpus (GNC).
A partir del 2010, Gippert ha estat el cap del centre “Digital Humanities in the State of Hesse: Integrated Processing and Analysis of Text-based Corpora” des de la unitat de l' “Ofensiva Federal pel Desenvolupament d'Excel·lència Científica i Econòmica” (LOEWE). Aquest centre és una col·laboració entre la Universitat de Frankfurt i la Universitat Tècnica de Darmstadt amb el suport addicional del Goethe Museu de Frankfurt.

## Anàlisi de manuscrits electrònics

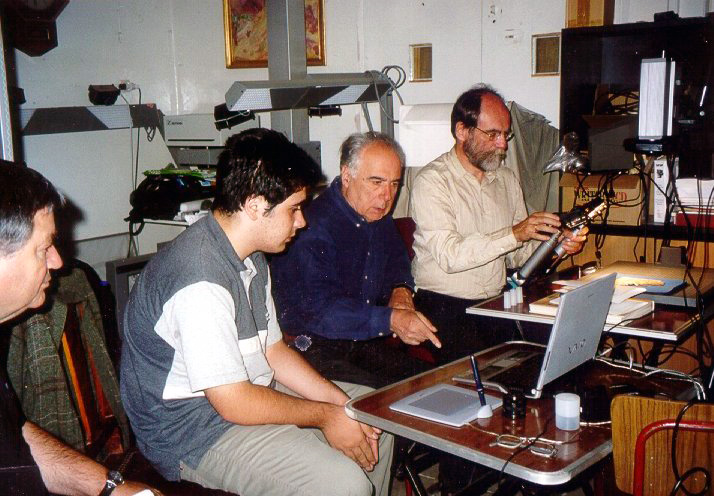
Recerca del palimpsest del Mont Sinaí

En la dècada de 1990, Gippert centrà la seva atenció cap al manuscrits orientals, treballant en projectes que tenien l'objectiu de fer-los digitalment accessible, com en el cas dels manuscrits Tocharian de la Berlin Turfan Collection. A més, ha editat feines incloent els palimpsestos caucasico-albanesos trobats al Mont Sinaí. El 2009, va participar com a professor visitant en el grup de recerca "Cultures de Manuscrit" a la Universitat d'Hamburg. L'estiu de 2013, va visitar la Universitat d'Hamburg un altre cop, com a company de Petra Kappert, participant en la recopilació de l' “Enciclopèdia de Cultures de Manuscrit” i del llibre “Estudis de Manuscrit Orientals Comparatius”.

## Projectes destacats
- 1995-1998 (DFG): Avesta and Rigveda: Electronic Analysis
- 1995-1999 (INTAS): The Georgian Verbal System
- 1999-2002 (Fundació Volkswagen, 117.900 €): Caucasian Languages and Cultures: Electronic Documentation
- Des del 2000 (DFG): Graduate School “Types of Clauses: Variation and Interpretation”
- 2002-2006 (Volkswagen Foundation, 167.800 €): Endangered Caucasian Languages in Georgia
- 2003-2007 (Volkswagen Foundation): Palimpsest Manuscripts of Caucasian Provenience
- 2005-2009 (INTAS): Georgian Gospels
- 2005-2007 (Volkswagen Foundation, 189.000 €): The Linguistic Situation in modern-day Georgia[4]
- 2008-2014 (DFG, 240,000 €): Old German Reference Corpus
- Des del 2008 (BMBF): German Language Resource Infrastructure
- 2009 (Volkswagen Foundation, 400.000 €): Aché Documentation Project
- Des del 2009 (DFG/NEH, 96.000 €): RELISH (Rendering Endangered Languages Lexicons Interoperable Through Standards Harmonization)
- Des del 2009 (Volkswagen Foundation): Georgian Palimpsest Manuscripts
- 2010 (Google Inc., US$49,600): Corpus Caucasicum
- Des del 2011 (HMWK, 3.792.000 €): LOEWE Research Unit “Digital Humanities – Integrated Processing and Analysis of Text-based Corpora”
- Des del 2011 (Volkswagen Foundation, 299.600 €): Khinalug Documentation Project
- Des del 2011 (DFG): Relative Clauses in a Typological View
- Des del 2012 (Volkswagen Foundation, 390.400 €): Georgian National Corpus

## Publicacions
- Gippert, Jost. (1977). The syntax of infinitival formations in the Indo-European languages. Europäische Hochschulschriften. 21/3, 360 pp.; Frankfurt, Bern, Las Vegas: Lang 1978. [Dissertació]
- Gippert, Jost. (1990). Iranica Armeno-Iberica. A study of Iranian loan words in Armenian and Georgian, 451 + 389 pp.; Vienna: Austrian Academy of Sciences 1993. [Dissertació inaugural].
- Gippert, Jost (ed.); Sarjveladze, Zurab; Kajaia, Lamara. (2007). The Old Georgian Palimpsest. Codex Vindobonensis georgicus 2. 368 pp.; Turnhout: Brepols. ISBN 978-2-503-51713-1.
- Gippert, Jost; Schulze, Wolfgang; Aleksidze, Zaza; Mahé, Jean-Pierre (eds.). (2008). The Caucasian Albanian Palimpsests of Mount Sinai. 2 vols., XXIV + 530 pp.; Turnhout: Brepols. ISBN 978-2-503-53116-8.
- Gippert, Jost (ed.); Schulze, Wolfgang; Aleksidze, Zaza; Mahé, Jean-Pierre. (2010). The Caucasian Albanian Palimpsests of Mount Sinai. Vol. III: The Armenian Layer. 220 pp.; Turnhout: Brepols. ISBN 978-2-503-53896-9.